# La Peñita (Piura)
La Peñita es una villa peruana ubicada en el distrito de Tambogrande, perteneciente a la provincia y departamento de Piura, al norte del Perú. 

## Ubicación
La Peñita se ubica al noroeste de la provincia de Piura, en el distrito de Tambogrande, en el departamento de Piura.

## Demografía
En 2017 La Peñita tenía una población de 2094 habitantes.
| Gráfica de evolución demográfica de La Peñita entre 1993 y 2017 |
|                                                                 |
| Fuentes: Población 1993 y 2017                                  |